# Comuna de Świeszyno
Świeszyno (polaco: Gmina Świeszyno) é uma gminy (comuna) na Polónia, na voivodia de Pomerânia Ocidental e no condado de Koszaliński.
De acordo com os censos de 2005, a comuna tem 5.588 habitantes, com uma densidade 42,1 hab/km².

## Área
Estende-se por uma área de 132,59 km².

## Demografia
Dados de 30 de Junho 2004:
|                      | Total   | Total | Mulheres | Mulheres | Homens  | Homens |
| -------------------- | ------- | ----- | -------- | -------- | ------- | ------ |
|                      | pessoas | %     | pessoas  | %        | pessoas | %      |
| População            | 5588    | 100   | 2829     | 50,6     | 2759    | 49,4   |
| Densidade (pop./km²) | 42,1    | 100   | 21,3     | 21,3     | 20,8    | 20,8   |

De acordo com dados de 2002, o rendimento médio per capita ascendia a 1471,12 zł.